# Euphorbia stenoclada
Euphorbia stenoclada es una especie de planta de la familia Euphorbiaceae. Es  endémica de Madagascar.  Su hábitat natural son bosques secos tropicales o subtropicales y áreas rocosas, está amenazada por pérdida de hábitat. También es apreciada como planta ornamental.
En zonas cálidas y secas es útil para formar setos vivos espinosos impenetrables, soportando muy bien la poda para darle la forma y altura deseadas. Es poco exigente en cuanto a suelos y riegos, y de crecimiento rápido a lo alto y ancho, pero prefiere el sol fuerte y directo. Si está al sol, adquiere un atractivo y original color gris plateado, que pasa a ser más verde si no recibe el sol directo. Por medio de la poda puede llegar a darse a la stenoclada la forma de un atractivo arbolillo con un solo tronco, pero en otro caso la stenoclada adopta forma arbustiva. La savia blanquecina de esta planta es extremadamente irritante para ojos, boca, fosas nasales y genitales, por lo que es preciso el uso de protección (gafas, sombrero, guantes) en labores de poda o incluso transporte de restos frescos, y lavarse bien las manos, pues la más mínima gota o resto seco de savia producen gran ardor, inflamación y ardor.

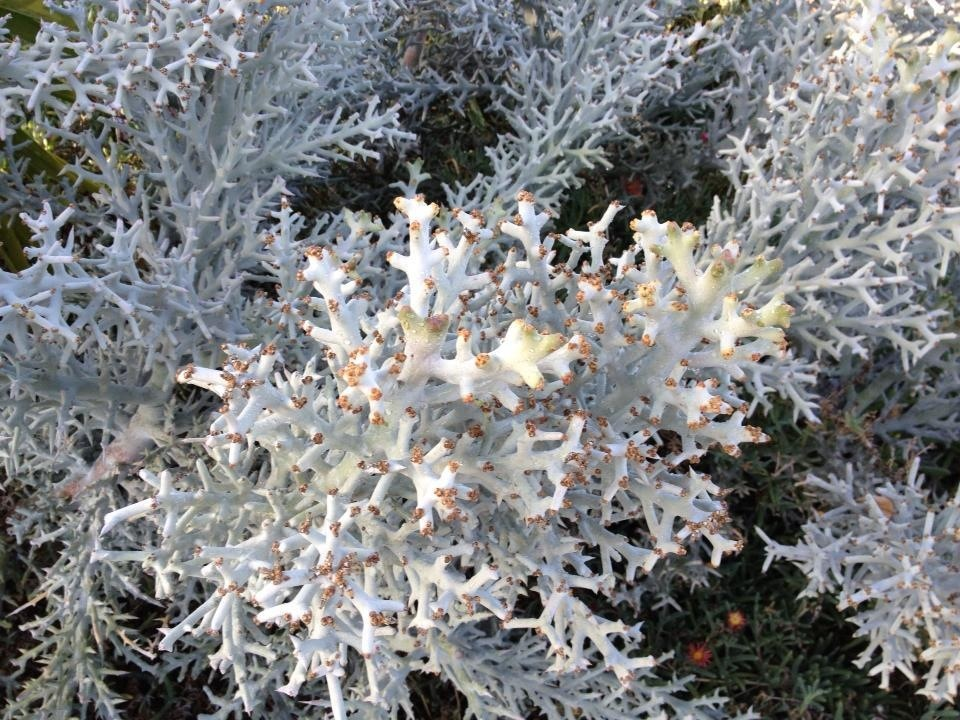
Euphorbia stenoclada, detalle con tallos no espinosos

## Taxonomía
Euphorbia stenoclada fue descrita por Henri Ernest Baillon y publicado en Bulletin Mensuel de la Société Linnéenne de Paris 1: 672. 1887.
Etimología
Euphorbia: nombre genérico que deriva del médico griego del rey Juba II de Mauritania (52 a 50 a. C. - 23), Euphorbus, en su honor – o en alusión a su gran vientre –  ya que usaba médicamente Euphorbia resinifera. En 1753 Carlos Linneo asignó el nombre a todo el género.
stenoclada: epíteto latino
Variedades
- Euphorbia stenoclada subsp. ambatofinandranae (Leandri) Cremers
- Euphorbia stenoclada subsp. stenoclada

Sinonimia
- Tirucalia stenoclada (Baill.) P.V.Heath	[4]